# Жан-Кевен Дюверн
Жан-Кевен Дюве́рн (фр. Jean-Kévin Duverne, нар. 12 липня 1997, Париж, Франція) — французький футболіст гаїтянського походження, фланговий захисник французького клубу «Нант» та національної збірної Гаїті.

## Ігрова кар'єра

### Клубна
Вихованець клубу «Ланс». У вересні 2015 року футболіст зіграв свою першу гру у другій клубній команді у четвертому дивізіоні чемпіонату Франції. На професійному рівні у першій команді Дюверне дебютував у серпні 2016 року у матчі Ліги 2 проти «Труа».
Перед початком сезону 2019/20 Дюверне перейшов до клубу «Брест», у складі якого у вересні 2019 року зіграв першу гру у Лізі 1.
У серпні 2023 року як вільний агент приєднався до клубу «Нант» і вже 17 вересня зіграв першу гру у ковій команді.

### Збірна
6 червня 2024 року у матчі відбору до чемпіонату світу 2026 року Жан-Кевін Дюверн дебютував у складі національної збірної Гаїті.

## Особисте життя
Народився у Франції і має гаїтянське походження. У 2018 році отримав виклик у юнацьку збірну Франції (U-20) на турнір в Тулоні.